# Volonzac
Cet article court présente un sujet plus développé dans : Campouriez, Montézic et Saint-Amans-des-Cots.
La commune de Volonzac est une ancienne commune de l'Aveyron.

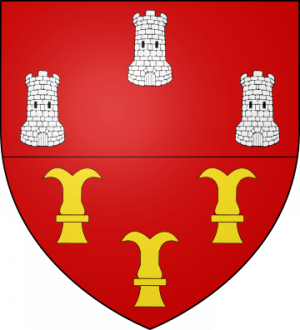
Le blason de la famille du Volonzac contient plusieurs éléments : 3 tours d'argent ainsi que 3 échiquiers dorés.

## Histoire
Supprimée en 1833, son territoire a été partagé entre les communes de Campouriez, de Montézic et de Saint-Amans.